# IC 3508
IC 3508 је лентикуларна галаксија у сазвјежђу Береникина коса која се налази на листи објеката дубоког неба у Индекс каталогу.
Деклинација објекта је + 26° 40' 17" а ректасцензија 12h 34m 6,9s. Привидна величина (магнитуда) објекта IC 3508 износи 14,2 а фотографска магнитуда 15,2. IC 3508 је још познат и под ознакама MCG 5-30-21, CGCG 159-17, NPM1G +26.0283, PGC 41774.